# Wojciech Brydziński

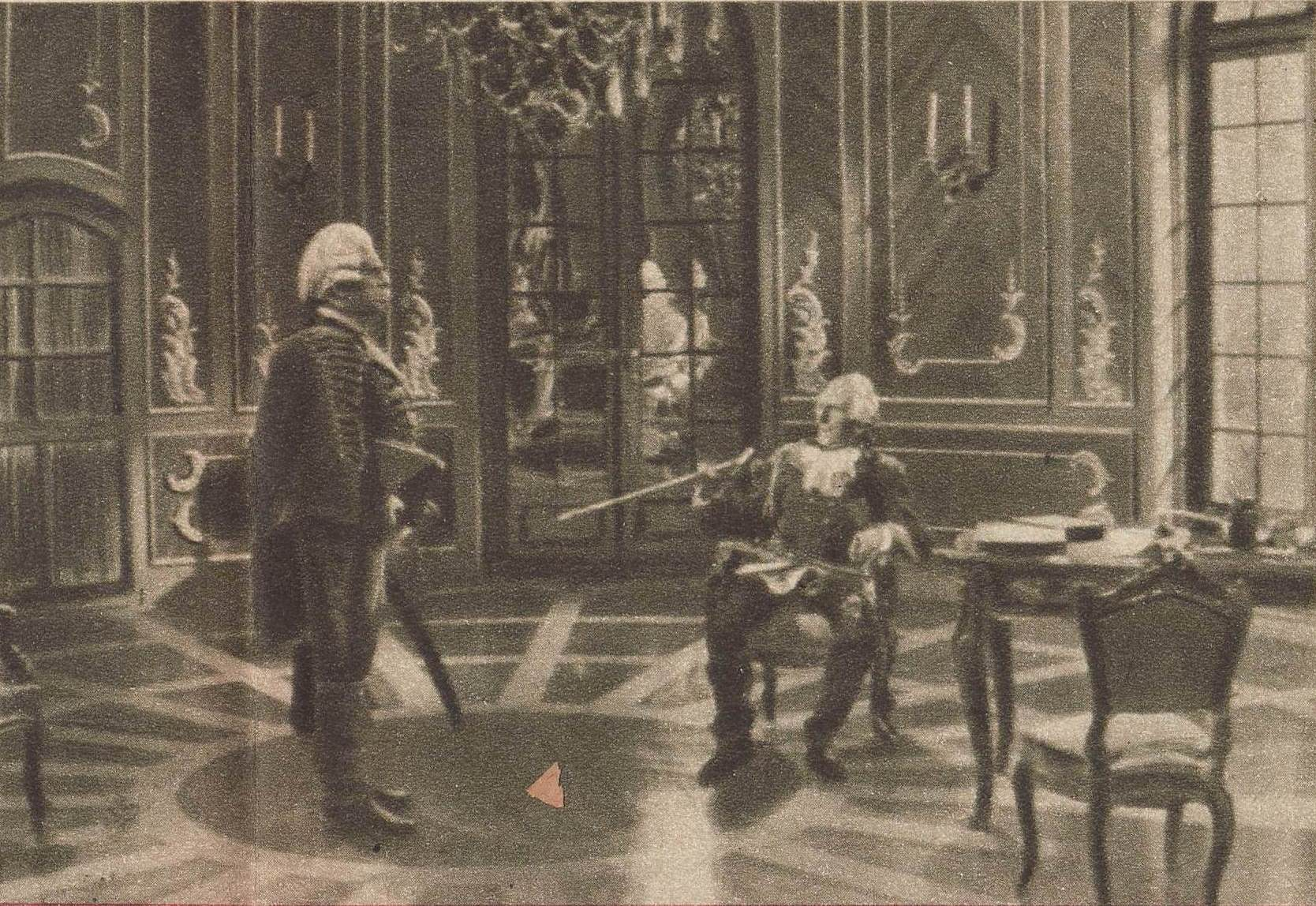
Wojciech Brydziński i Ludwik Solski w sztuce Wielki Fryderyk Adolfa Nowaczyńskiego

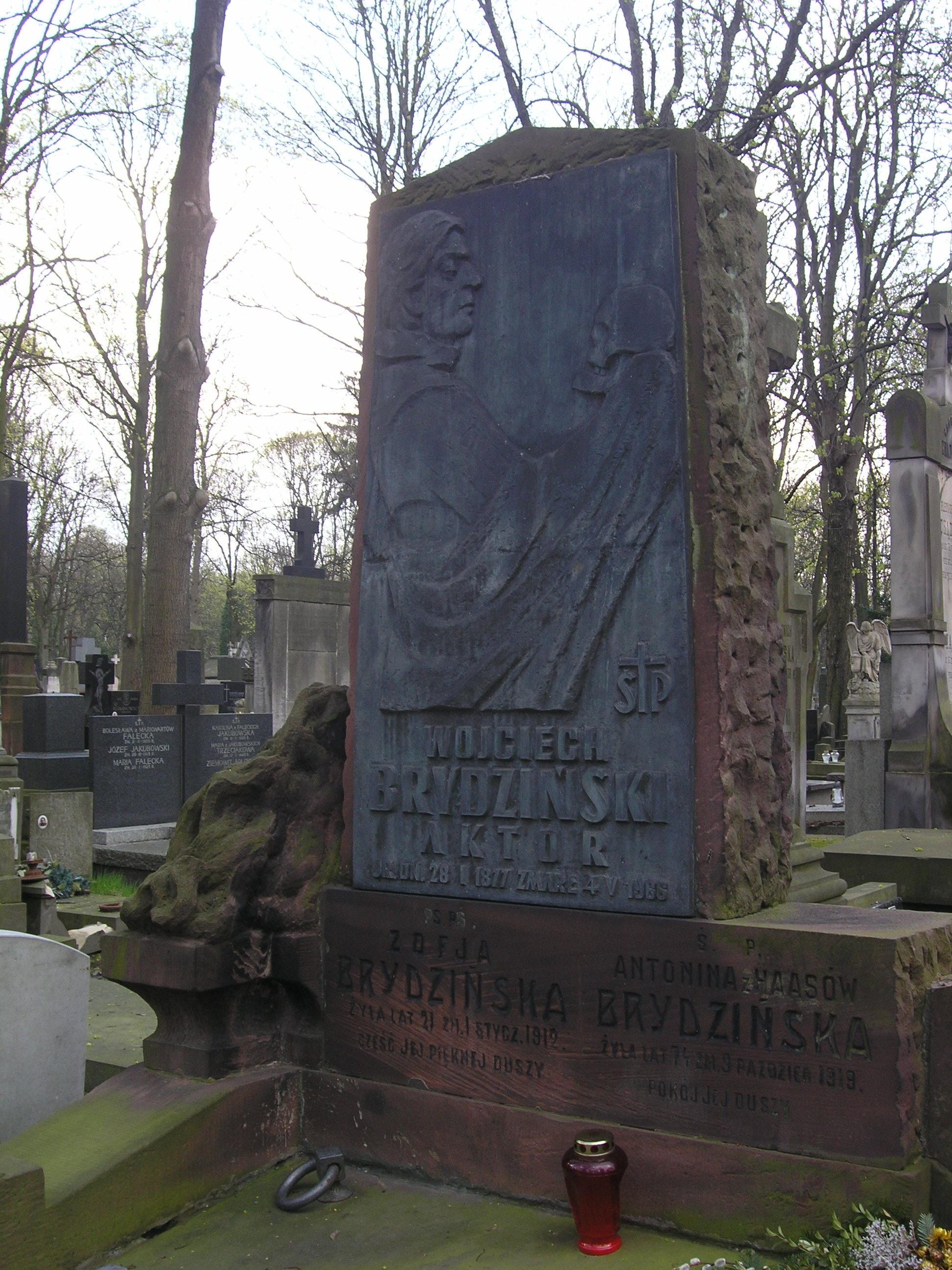
Grób Wojciecha Brydzińskiego na cmentarzu Powązkowskim (2012)

Wojciech Brydziński (ur. 28 stycznia 1877 w Stanisławowie, zm. 4 maja 1966 w Warszawie) – polski aktor teatralny, filmowy i radiowy, reżyser, poseł na Sejm PRL I kadencji (1952–1956, bezpartyjny).

## Życiorys
Syn Teofila i Antoniny z Haasów. Uczęszczał do gimnazjum w Stanisławowie. W wieku 17 lat zadebiutował na scenie miejscowego teatru objazdowego w roli Kosińskiego w „Zbójcach”. Po kilku latach występów w objazdach zamieszkał w 1899 w Łodzi i znalazł się w zespole Teatru Polskiego. W 1906 przeniósł się do Warszawy i zaangażował do Teatru Rozmaitości. W 1914 Arnold Szyfman zaproponował mu pracę w nowym Teatrze Polskim, ale po wybuchu I wojny światowej Brydziński wraz z innymi członkami zespołu został deportowany do Rosji, gdzie w Moskwie powstała filia Teatru Polskiego. W tym okresie wystąpił także w wielu filmach rosyjskich. W 1922 powrócił do kraju.
W okresie międzywojennym występował w wielu filmach. Po wojnie powrócił do Teatru Polskiego, gdzie wystąpił m.in. w inaugurującej powojenną działalność Lilli Wenedzie Juliusza Słowackiego.
Gdy Arnold Szyfman został pozbawiony stanowiska dyrektora teatru, Brydziński złożył dymisję i przeszedł do Polskiego Radia. Gdy Szyfman powrócił na stanowisko dyrektora, Brydziński powrócił do Teatru Polskiego. Występował do 1963.
Zmarł 4 maja 1966 w Warszawie i został pochowany na cmentarzu Powązkowskim (kwatera 73-6-1).

## Filmografia
- Dzieje grzechu  (1911) – Zygmunt Szczerbic
- Ofiara namiętności (1912)
- Krwawa dola (1912)
- Zemsta spoza grobu (1913)
- Grzech (1913)
- Niewolnica zmysłów (1914) – Jan
- Żona (1915) – fabrykant Ławrecki
- Kobieta, która widziała śmierć (1919)
- Iwonka (1925) – poeta Poraj, ojciec Iwonki
- Pan Tadeusz (1928) – Adam Mickiewicz
- Magdalena (1929) – Jan Beruda
- Znachor (1937) – dyrektor Czyński, ojciec Leszka
- Ułan księcia Józefa (1937) – weteran inwalida
- Płomienne serca (1937) – dyrektor gimnazjum
- Za winy niepopełnione (1938) – Marian Leszczyc, ojciec Jana
- Geniusz sceny (1939) – generał kawalerii von Zitten

## Ordery i odznaczenia
- Order Sztandaru Pracy I klasy (11 lipca 1955)[4]
- Krzyż Komandorski z Gwiazdą Orderu Odrodzenia Polski (4 lipca 1952)[5]
- Krzyż Oficerski Orderu Odrodzenia Polski (11 listopada 1934)[6]
- Złoty Krzyż Zasługi (dwukrotnie: 30 stycznia 1930[7], 16 stycznia 1946[8])
- Złoty Wawrzyn Akademicki (4 listopada 1937)[9]
- Medal 10-lecia Polski Ludowej (19 stycznia 1955)[10]

## Nagrody
- Nagroda Ministra Kultury i Sztuki I stopnia za rolę Aktora I w Hamlecie Williama Szekspira na Festiwalu Szekspirowskim (1947)
- Nagroda państwowa I stopnia za całokształt twórczości artystycznej ze szczególnym uwzględnieniem pracy scenicznej w Polsce Ludowej (1951)
- Nagroda m. st. Warszawy (1957)